# غوردون غراي كوري
غوردون غراي كوري هو سياسي كندي، ولد في 20 مايو 1923 في سيمانس في كندا، وتوفي في 22 فبراير 2017. حزبياً، نشط في حزب ساسكاتشوان المحافظ التقدمي. وقد انتخب عضو المجلس التشريعي من ساسكاتشوان.